# Procesy załogi Stutthofu
Procesy załogi Stutthofu – cztery duże procesy członków załogi niemieckiego obozu koncentracyjnego Stutthof przed sądami polskimi oraz kilka procesów pojedynczych członków załogi obozu przed sądami innych państw (zwłaszcza RFN). W sumie osądzono niewielki procent zbrodniarzy z liczącej 2000 funkcjonariuszy załogi Stutthofu. Przed sądami stanęli nie tylko członkowie SS, lecz także niemieckie nadzorczynie oraz więźniowie funkcyjni (kapo i sztubowi). Zarzuty obejmowały udział w zamordowaniu ok. 80 tysięcy ludzi, zarówno w obozie głównym, jak i w podobozach Stutthofu (w szczególności przez masowe rozstrzeliwanie, gazowanie, głodzenie, maltretowanie więźniów czy ich zabijanie zastrzykami fenolu).

## Pierwszy proces

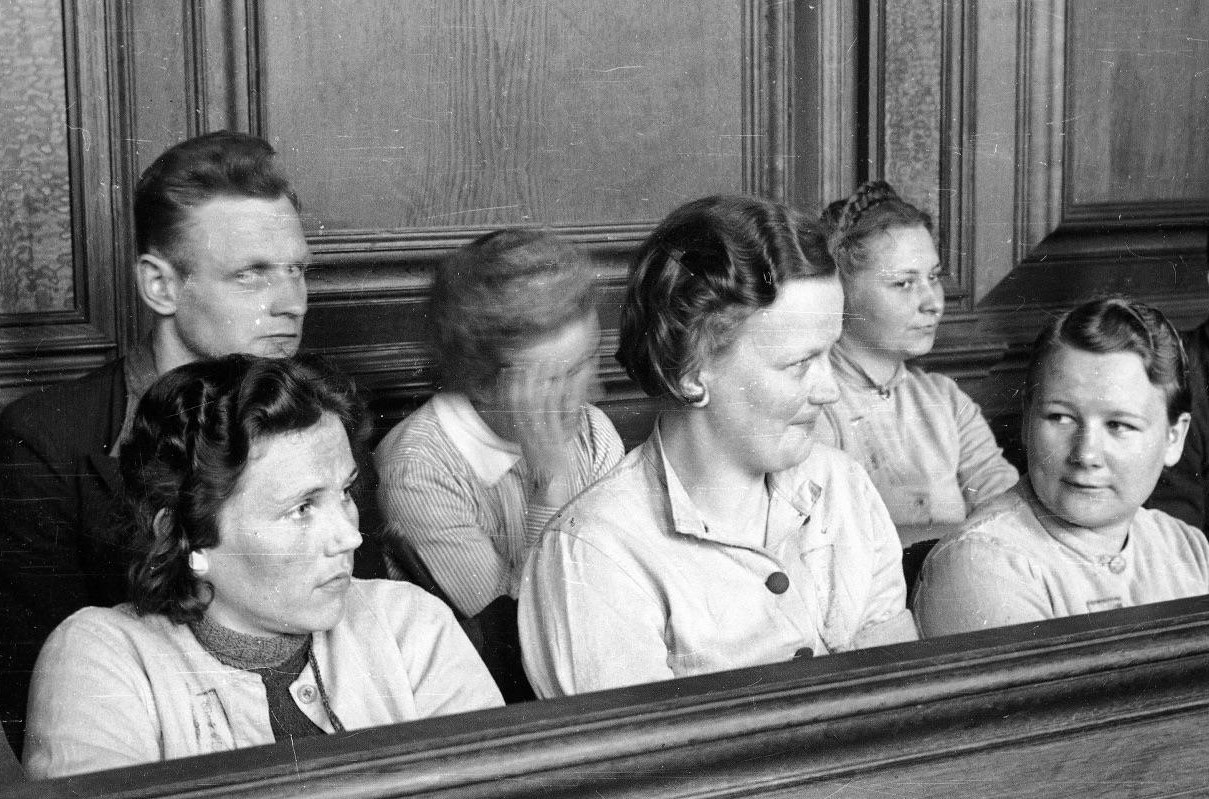
Proces w Gdańsku (I rząd od lewej: Elisabeth Becker, Gerda Steinhoff, Wanda Klaff; II rząd od lewej: Erna Beilhardt, Jenny Wanda Barkmann)

W pierwszym procesie załogi obozu, toczącym się przed Specjalnym Sądem Karnym w Gdańsku od 25 kwietnia do 1 czerwca 1946, na ławie oskarżonych znalazł się jeden esesman, sześć niemieckich nadzorczyń i sześciu Polaków będących więźniami funkcyjnymi. Zapadło 11 wyroków śmierci i dwa wyroki pozbawienia wolności. Wszystkie kary śmierci wykonano publicznie przez powieszenie 4 lipca 1946 w Gdańsku na placu pomiędzy dzisiejszymi ulicami Pohulanka i Kolonia Studentów. W wykonaniu wyroku asystowali ocaleni więźniowie.
Wyrok Specjalnego Sądu Karnego w Gdańsku:
1. Johann Pauls – śmierć przez powieszenie (wyrok wykonano)
2. Gerda Steinhoff – śmierć przez powieszenie (wyrok wykonano)
3. Wanda Klaff – śmierć przez powieszenie (wyrok wykonano)
4. Jenny-Wanda Barkmann – śmierć przez powieszenie (wyrok wykonano)
5. Ewa Paradies – śmierć przez powieszenie (wyrok wykonano)
6. Elisabeth Becker – śmierć przez powieszenie (wyrok wykonano)
7. kapo Józef Reiter – śmierć przez powieszenie (wyrok wykonano)
8. kapo Wacław Kozłowski – śmierć przez powieszenie (wyrok wykonano)
9. kapo Jan Breit – śmierć przez powieszenie (wyrok wykonano)
10. kapo Franciszek Szopiński – śmierć przez powieszenie (wyrok wykonano)
11. kapo Tadeusz Kopczyński – śmierć przez powieszenie (wyrok wykonano)
12. Erna Beilhardt – 5 lat pozbawienia wolności
13. sztubowy Kazimierz Kowalski – 3 lata pozbawienia wolności

### Przebieg egzekucji

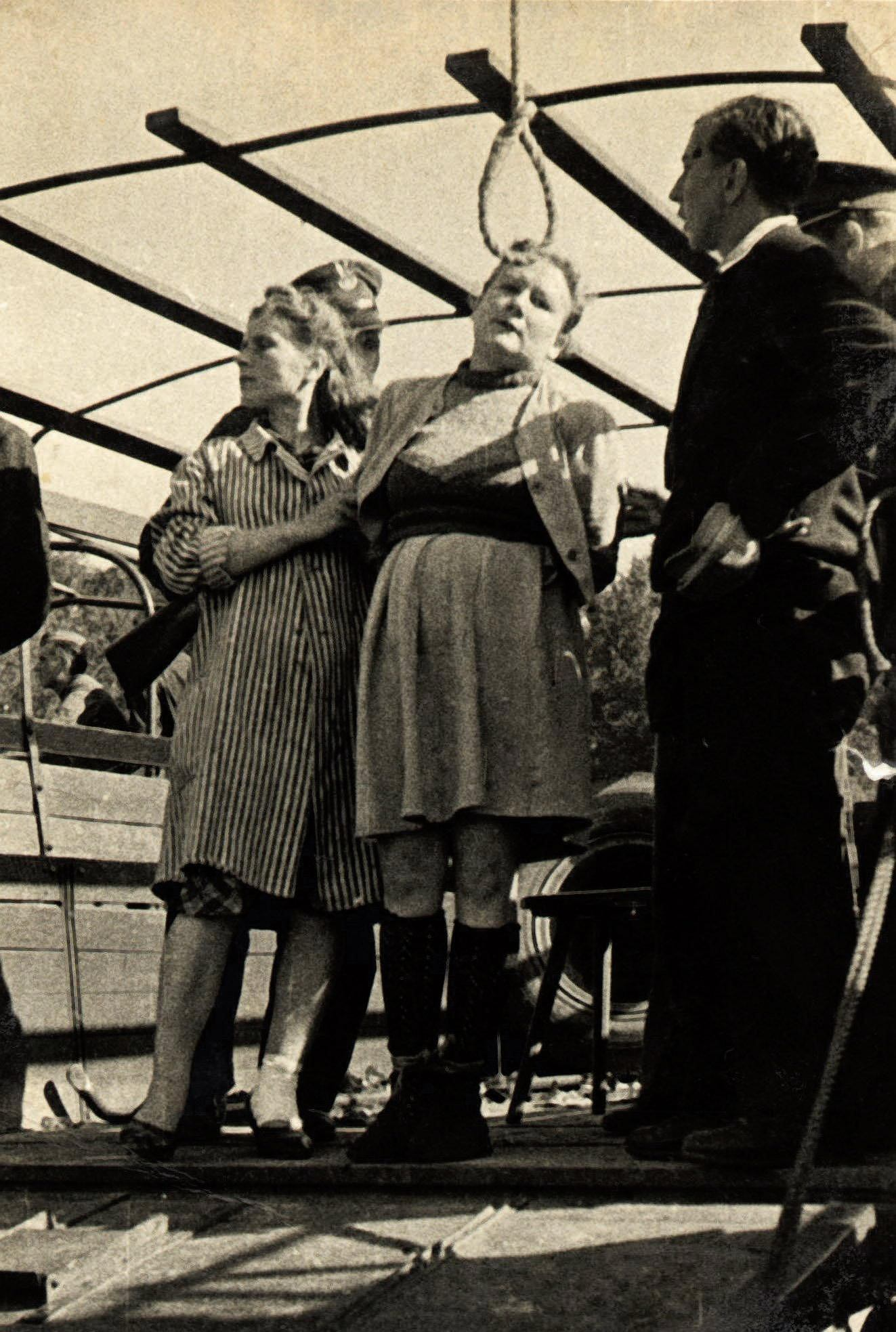
Wanda Klaff w trakcie egzekucji

Egzekucję zaplanowano na 4 lipca 1946 jako publiczną, informując o jej terminie w lokalnej prasie już na 3 dni przed wydarzeniem. Część zakładów pracy ogłosiła na ten czas dzień wolny, jednocześnie zapewniając swoim pracownikom transport na miejsce egzekucji. W efekcie na miejsce przybyło około 100-200 tys. osób, a milicja i wojsko z trudem opanowywały tłum, obawiając się by zajście nie przerodziło się w lincz.
O godzinie 17.00 skazańcy zostali przetransportowani na miejsce ciężarówkami. Każdy w osobnej – siedząc na wysokim stołku na jej platformie. Jedenaście ciężarówek ustawiono pod szubienicami, a do zakładania stryczków zaangażowano byłych więźniów obozów koncentracyjnych ubranych w pasiaki. Obecny na miejscu duchowny podszedł kolejno do każdego ze skazańców, po czym prokurator dał sygnał do wykonania wyroku. Egzekucja odbyła się poprzez odjazd ciężarówek, co doprowadzało do zrzucenia z platform skazańców przywiązanych do szubienic. 
Podczas wykonywania wyroku doszło jednak do szeregu komplikacji. Źle dobrana długość sznurów powodowała, że skazańcy nie umierali natychmiastowo poprzez przerwanie kręgów szyjnych, a dusili się. Według raportów lekarskich, zgony następowały dopiero po około 12 minutach, a w jednym przypadku niedostatecznie zaciśnięta pętla stryczka (ze względu na zaawansowany rak krtani skazańca) sprawiła, że dusił się on przez około 20 minut. W przypadku Wandy Klaff nie udało się natomiast uruchomić silnika ciężarówki na której była umieszczona, przez co została spontanicznie zrzucona z platformy przez asystującą przy egzekucji więźniarkę. Ponadto po uśmierceniu skazańców do szubienic dopadł wzburzony tłum, doszło do profanacji zwłok między innymi poprzez bicie, wyrywanie guzików i strzępów odzieży. Pomiędzy gapiami dochodziło również do bójek o stryczki. Ostatecznie siłom porządkowym udało się opanować sytuację i zabezpieczyć zwłoki, które przekazano następnie do Zakładu Anatomii i Neurobiologii Akademii Medycznej w Gdańsku jako pomoc naukową do zajęć z anatomii.
Ta publiczna egzekucja oraz kolejna, wykonana 21 lipca tego samego roku na stoku poznańskiej cytadeli na osobie Artura Greisera, stały się impulsem do podjęcia przez władze decyzji o zaniechaniu wykonywania wyroków w takiej formie. Nie tylko ze względu na drastyczność samego zajścia, ale przede wszystkim z powodu zachowania gapiów (szczególnie w Gdańsku), obawiając się wystąpienia zamieszek. Były to ostatnie publiczne egzekucje wykonane w Polsce.

## Drugi proces

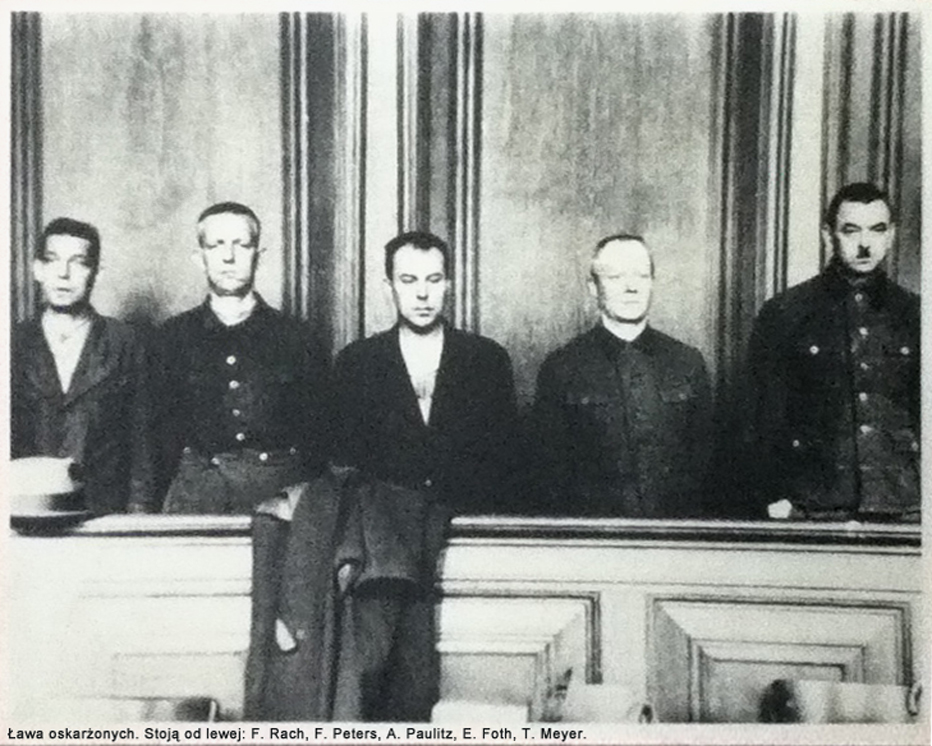
Oskarżeni w drugim procesie. Stoją od lewej: Hans Rach, Fritz Peters, Albert Paulitz, Ewald Foth i Theodor Meyer

Proces ten, toczący się przed Sądem Okręgowym w Gdańsku od 9 października do 31 października 1947, miał duże znaczenie ze względu na liczbę oskarżonych (23 esesmanów i jeden kapo) oraz w związku z wysokimi funkcjami pełnionymi przez oskarżonych w obozie. Na ławie oskarżonych zasiedli m.in. Theodor Meyer (zastępca komendanta Stutthofu), Ewald Foth (komendant obozu żydowskiego, jeden z największych oprawców obozowych) i Erich Thun (kierownik obozowego Gestapo, czyli tzw. Wydziału Politycznego). W wyniku przeprowadzonego postępowania dowodowego 24 oskarżeni zostali uznani za winnych zarzucanych im przestępstw. 10 oskarżonych skazano na śmierć (wyroki śmierci wykonano w gdańskim więzieniu w dniu 22 października 1948), a pozostałych na kary pozbawienia wolności od 3 lat do dożywotniego pozbawienia wolności, dwóch zaś uniewinniono.
Wyrok Sądu Okręgowego w Gdańsku:
1. Theodor Meyer – śmierć przez powieszenie (wyrok wykonano)
2. Ewald Foth – śmierć przez powieszenie (wyrok wykonano)
3. Karl Eggert – śmierć przez powieszenie (wyrok wykonano)
4. Paul Wellnitz – śmierć przez powieszenie (wyrok wykonano)
5. Hans Rach – śmierć przez powieszenie (wyrok wykonano)
6. Fritz Peters – śmierć przez powieszenie (wyrok wykonano)
7. Kurt Dietrich – śmierć przez powieszenie (wyrok wykonano)
8. Albert Paulitz – śmierć przez powieszenie (wyrok wykonano)
9. Karl Zurell – śmierć przez powieszenie (wyrok wykonano)
10. kapo Alfred Nikolaysen – śmierć przez powieszenie (wyrok wykonano)
11. Erich Thun – dożywotnie pozbawienie wolności
12. Wilhelm Vogler – 15 lat pozbawienia wolności
13. Eduard Zerlin – 12 lat pozbawienia wolności
14. Adolf Grams – 10 lat pozbawienia wolności
15. Werner Wöllnitz – 10 lat pozbawienia wolności
16. Emil Wenzel – 10 lat pozbawienia wolności
17. Oskar Gottchau – 10 lat pozbawienia wolności
18. Josef Wennhardt – 8 lat pozbawienia wolności
19. Karl Reger – 8 lat pozbawienia wolności
20. Martin Stage – 8 lat pozbawienia wolności
21. Adalbert Wolter – 8 lat pozbawienia wolności
22. Johannes Görtz – 8 lat pozbawienia wolności
23. Hugo Ziehm – 3 lata pozbawienia wolności
24. Walter Englert – 3 lata pozbawienia wolności

## Trzeci proces
Tym razem na ławie oskarżonych, w procesie toczącym się przed Sądem Okręgowym w Gdańsku od 5 do 10 listopada 1947, zasiadło 20 esesmanów. Proces trwał jedynie 6 dni i w jego wyniku za winnych uznano 19 oskarżonych. Nie zapadł jednak tym razem żaden wyrok śmierci (oskarżonych skazano na kary od 12 do 3 lat więzienia).
Wyrok Sądu Okręgowego w Gdańsku:
1. Karl Meinck – 12 lat pozbawienia wolności
2. Gustav Eberle – 10 lat pozbawienia wolności
3. Otto Schneider – 10 lat pozbawienia wolności
4. Otto Welke – 10 lat pozbawienia wolności
5. Willy Witt – 10 lat pozbawienia wolności
6. Adolf Klaffke – 10 lat pozbawienia wolności
7. Erich Jassen – 10 lat pozbawienia wolności
8. Heinz Löwen – 5 lat pozbawienia wolności
9. Johann Lichtner – 5 lat pozbawienia wolności
10. Ernst Thulke – 5 lat pozbawienia wolności
11. Alfred Tissler – 5 lat pozbawienia wolności
12. Erich Stampniok – 5 lat pozbawienia wolności
13. Hans Möhrke – 4 lata pozbawienia wolności
14. Richard Timm – 4 lata pozbawienia wolności
15. Nikolaus Dirnberger – 4 lata pozbawienia wolności
16. Harry Müller – 4 lata pozbawienia wolności
17. Friedrich Tessmer – 4 lata pozbawienia wolności
18. Johann Sporer – 4 lata pozbawienia wolności
19. Nikolai Klawan – 3 lata pozbawienia wolności
20. Hans Tolksdorf – uniewinniony

## Czwarty proces
Ława oskarżonych, w procesie przed Sądem Okręgowym w Gdańsku od 19 do 29 listopada 1947, liczyła 27 osób (w tym jeden kapo). Jeden z oskarżonych został uniewinniony, natomiast pozostali skazani na kary pozbawienia wolności od 7 miesięcy do dożywotniego pozbawienia wolności (tym razem również nie było wyroków śmierci).
Wyrok Sądu Okręgowego w Gdańsku:
1. Willi Buth – dożywotnie pozbawienie wolności
2. Albert Weckmüller – 15 lat pozbawienia wolności
3. Kurt Reduhn – 10 lat pozbawienia wolności
4. Horst Köpke – 10 lat pozbawienia wolności
5. Rudolf Berg – 10 lat pozbawienia wolności
6. Josef Stahl – 10 lat pozbawienia wolności
7. Fritz Glawe – 10 lat pozbawienia wolności
8. Emil Lascheit – 10 lat pozbawienia wolności
9. Hermann Link – 5 lat pozbawienia wolności
10. Waldemar Henke – 5 lat pozbawienia wolności
11. Martin Pentz – 5 lat pozbawienia wolności
12. Johann Pfister – 5 lat pozbawienia wolności
13. Johannes Wall – 5 lat pozbawienia wolności
14. Gustav Kautz – 5 lat pozbawienia wolności
15. Erich Mertens – 5 lat pozbawienia wolności
16. Christof Schwarz – 3 lata pozbawienia wolności
17. Anton Kniffke – 3 lata pozbawienia wolności
18. Richard Akolt – 3 lata pozbawienia wolności
19. Walter Ringewald – 7 miesięcy pozbawienia wolności
20. Richard Wohlfeil – 7 miesięcy pozbawienia wolności
21. Gustav Brodowski – 7 miesięcy pozbawienia wolności
22. Johann Wrobel – 7 miesięcy pozbawienia wolności
23. Ernst Knappert – 7 miesięcy pozbawienia wolności
24. Bernard Eckermann – 7 miesięcy pozbawienia wolności
25. Leopold Baumgartner – 7 miesięcy pozbawienia wolności
26. Emil Paul – 7 miesięcy pozbawienia wolności
27. kapo Franz Spillmann – uniewinniony

## Inne procesy członków załogi Stutthofu
W Polsce skazano jeszcze 2 członków załogi obozu. W 1949 sąd w Toruniu skazał Hansa Jacobi (komendanta podobozów wchodzących w skład tzw. Baukommando Weichsel) na 3 lata pozbawienia wolności, a w 1953 sąd w Gdańsku esesmana Hansa Bielawę na 12 lat pozbawienia wolności.
Kilka procesów zbrodniarzy ze Stutthofu odbyło się przed sądami zachodnioniemieckimi. Drugi komendant obozu, Paul Werner Hoppe, został skazany w 1955 przez sąd w Bochum na karę 5 lat i 3 miesięcy więzienia. W 1957 odbyła się jednak rozprawa rewizyjna Hoppego i tym razem skazano go na 9 lat pozbawienia wolności. W 1955 rozpoczęto śledztwo i aresztowano Otto Heidla (zbrodniczego naczelnego lekarza Stutthofu). Popełnił on następnie samobójstwo w więzieniu. W 1957 przed sądem stanął Otto Knott (sanitariusz SS, współodpowiedzialny m.in. za mordowanie więźniów w komorach gazowych i zabijanie ich zastrzykami fenolu). Knott skazany został na 3 lata i 3 miesiące więzienia. Wreszcie w 1964 odbył się proces w Tybindze, a na ławie oskarżonych zasiedli Otto Haupt (członek Wydziału Politycznego obozu), Bernard Lüdtke i, ponownie, Otto Knott. Wymierzone kary ponownie były znacznie niższe od tych żądanych przez prokuratora. Haupta skazano na 12 lat pozbawienia wolności, Lüdtke na 8 lat, a Knotta uniewinniono. Na procesach w RFN nie było świadków z Polski.
Oprócz tego kilkunastu członków załogi Stutthofu stanęło przed sądami za zbrodnie popełnione w innych obozach koncentracyjnych. Wśród nich pierwszy komendant Max Pauly. Został on skazany w procesie załogi Neuengamme przez Brytyjski Trybunał Wojskowy na śmierć i stracony w 1946.
23 lipca 2020 w Sądzie Krajowym w Hamburgu zapadł wyrok skazujący 93-letniego byłego strażnika Brunona D. na 2 lata więzienia w zawieszeniu za udział w zamordowaniu 5232 osób podczas jego służby w obozie, prokurator zaproponował wcześniej karę 3 lat pozbawienia wolności.